# Simplicia purpuralis
Simplicia purpuralis är en fjärilsart som beskrevs av Holloway 1976. Simplicia purpuralis ingår i släktet Simplicia och familjen nattflyn. Inga underarter finns listade i Catalogue of Life.